# Yavuz Ekinci
Yavuz Ekinci (Batman, 1979) è uno scrittore turco.
Nato nel 1979 a Batman da una famiglia curda, nel 2001 si è laureato presso l'Università di Tigri. Egli è considerato oggi come uno dei più importanti scrittori del suo paese ed è il destinatario di premi come il premio  Haldun Taner (2005), premio Yunus Nadi-(2008), il premio Gila-Kohen (2005) e il prezzo del racconto Fondazione per i Diritti Umani (2005). Nella sua arte narrativa si pone tra il moderno romanzo europeo, e la tradizione mistica d'Oriente. 

## Opere
Attualmente le sue opere non sono tradotte in italiano.
- Meyaser'in Uçuşu (maggio 2004)
- Sırtımdaki Ölüler (settembre 2007)
- Bana İsmail Deyin (settembre 2008)